# Miński
Miński là một huyện thuộc tỉnh Mazowieckie của Ba Lan. Huyện có diện tích 1164 km². Đến ngày 1 tháng 1 năm 2011, dân số của huyện là 145327 người và mật độ 125 người/km².